# Weil (Oberbayern)
Weil este o comună din landul Bavaria, Germania. Deoarece există mai multe localități cu acest nume, atunci când este nevoie se precizează astfel: Weil (Oberbayern) (Weil din Bavaria Superioară).